# Ain Janna
Ain Janna est un village de Jordanie situé à 70 km au nord de Amman, la capitale du pays et à moins d'un km de `Ajlun.
Son nom signifie source du paradis car la région a la réputation d'être la plus verdoyante de Jordanie.[réf. nécessaire]